# Piandao
Il Piandao (片刀S) fu una delle molte varianti della sciabola cinese (dao) sviluppatesi sotto la Dinastia Ming (1368-1644) e rimasta in uso sotto la Dinastia Qing (1644-1912). Era un'arma dalla lama marcatamente ricurva, pensata per tagliare e fendere, dalla forte somiglianza con lo shamshir (la scimitarra persiana). Arma abbastanza rara, era generalmente usata dagli schermagliatori in combinazione con uno scudo.